# 바울레쥐
바울레쥐(Mus baoulei)는 쥐과 생쥐속에 속하는 설치류의 일종이다. 베넹과 코트디부아르, 기니에서 발견되며, 가나와 시에라리온에서도 서식하는 것으로 추정된다. 자연 서식지는 건조 사바나 지역이다.